# Windmotor De Knijpe
De Windmotor De Knijpe is een poldermolen in het Friese dorp De Knipe, dat in de Nederlandse gemeente Heerenveen ligt. De molen is een kleine Amerikaanse windmotor, die ongeveer een halve kilometer ten zuidwesten van het dorp aan de Woudsterweg staat.

## Restauratie
De windmotor, die eigendom is van een particulier, verkeerde in 2008 in vervallen toestand. Hij werd in 2012 van zijn plek gehaald om te worden gerestaureerd. In mei 2014 is de windmotor teruggeplaatst op zijn sokkel en is bereikbaar vanaf de Woudsterweg via een bruggetje over de sloot. De herbouwde windmotor staat in de windmotorendatabase vermeld onder nummer 1671.
De molen is functioneel en pompt ter demonstratie water rond in een afgesloten slotencircuit. 